# دارونافير
دارونافير هو مثبط بروتياز من الجيل الثاني ويستخدم لعلاج عدوى فيروس العوز المناعي البشري، وينصح مكتب المجلس الاستشاري لأبحاث الإيدز باستخدامه في البالغين والمراهقين في المرضى الذين لم يستخدموا علاجا مسبقا أو كانوا على علاج سابق.
طورته تيبوتك، علما أن دارونافير قد أخذ اسم الدكتور آرون غوش الأستاذ في جامعة إلينوي في شيكاغو الذي اكتشف الدواء مع مجموعته.
رخصت إدارة الغذاء والدواء استخدام دارونافير تحت اسم تجاري هو بريزيستا (Prezista) بتاريخ 23 حزيران 2006.
كما يتوفر ضمن دواء مركب مع كوبيسيستات تحت اسم برزكوبكس الذي رخصت إدارة الغذاء والدواء بتاريخ 29 كانون الثاني 2015 استخدامه في علاج متلازمة العوز المناعي المكتسب.

## الاستخدامات الطبية
الدارونافير خيار علاجي موصى به من قبل مكتب المجلس الاستشاري لأبحاث الإيدز (دي إتش إتش إس) للبالغين والمراهقين، بغض النظر عما إذا كانوا قد تلقوا علاجًا لفيروس العوز المناعي البشري (إتش آي في) في الماضي. في دراسة على المرضى الذين لم يتلقوا علاجًا لفيروس إتش آي في، كانت فعالية الدارونافير مشابهة لفعالية اللوبينافير/الريتونافير عند إعطائه لمدة 96 أسبوعًا بجرعة يومية واحدة. حصل على موافقة إدارة الغذاء والدواء (إف دي إيه) في 21 أكتوبر من عام 2008 لعلاج الأشخاص الذين لم يتلقوا علاجًا سابقًا لفيروس العوز المناعي المكتسب. كما هو الحال بالنسبة إلى مضادات الفيروسات الأخرى، لا يشفي الدارونافير مرض الإيدز.
يُستطب الدارونافير لعلاج عدوى فيروس العوز المناعي البشري (إتش آي في 1) لدى البالغين والأطفال بسن ثلاث سنوات أو أكبر عند إعطائه مع الريتونافير، بالاشتراك مع غيره من العوامل المضادة للفيروسات.

## الآثار الضارة
الدارونافير جيد التحمل بشكل عام عند البشر. الطفح الجلدي هو أكثر الآثار الجانبية شيوعًا (7% من المرضى). من الآثار الجانبية الشائعة الأخرى الإسهال (2.3%)، والصداع (3.8%)، وآلام البطن (2.3%)، والإمساك (2.3%)، والإقياء (1.5%). قد يسبب الدارونافير أيضًا ارتكاسات أرجية، وقد يكون لدى الأشخاص الذين يعانون حساسية تجاه الريتونافير أيضًا ردُّ فعل تجاه الدارونافير.
وردت تقارير عن حدوث فرط سكر الدم، أو السكري، أو تفاقم الداء السكري، وألم أو إيلام أو ضعف عضلي، وزيادة النزيف لدى المصابين بالناعور، عند المرضى الذين يتناولون أدوية مثبطة للبروتياز مثل الدارونافير. لُوحظت تغييرات في دهون الجسم عند بعض المرضى الذين يتناولون أدوية لفيروس إتش آي في، بما في ذلك خسارة الدهون من الساقين والذراعين والوجه، وزيادة الدهون في البطن والأعضاء الداخلية الأخرى، وتضخم الثدي، ووجود كتل دهنية في الجزء الخلفي من الرقبة. إن سبب هذه الحالات غير معروف وكذلك آثارها الصحية على المدى الطويل.

### التداخلات الدوائية
قد يتداخل الدارونافير مع الأدوية التي يتناولها عادة الأشخاص المصابون بالإيدز مثل مضادات الفيروسات الأخرى، ومضادات الحموضة مثل مثبطات مضخة البروتون ومضادات مستقبلات الهيستامين2. قد تقلل نبتة القديس يوحنا المثقبة من فعالية الدارونافير عن طريق زيادة تفككه بواسطة الإنزيم الاستقلابي سي واي بّي 3 إيه (CYP3A؛ السيتوكروم بّي 450).

## التاريخ
جرت الموافقة على استخدام الدارونافير في الولايات المتحدة في شهر يونيو من عام 2006 وعلى استخدامه في الاتحاد الأوروبي في شهر فبراير من عام 2007.
تأسس تطوير الجيل الأول من المثبطات السريرية على خلق المزيد من تآثرات البروتياز والربيطة من خلال الروابط الهيدروجينية والتآثرات الكارهة للماء. كان الساكوينافير أول مثبط بروتياز لفيروس إتش آي في وافقت عليه إدارة الغذاء والدواء الأمريكية، الذي صُمم بغرض استهداف بروتياز فيروس إتش آي في 1 من النمط البري. ومع ذلك، لم يكن هذا المثبط فعالًا بسبب الطفرات المسببة للمقاومة في بنية بروتياز فيروس إتش آي في 1. يتميز جينوم فيروس العوز المناعي البشري بالمرونة العالية، لذا يصبح قادرًا على مقاومة العديد من مثبطات بروتياز فيروس إتش آي في 1. بعد الساكوينافير، وافقت إدارة الغذاء والدواء الأمريكية على العديد من مثبطات البروتياز، ومن ضمنها الدارونافير.

## وصلات خارجية
- Prezista - الموقع الرسمي.